# German Sport Guns GSG-5
El GSG-5 es un fusil semiautomático calibrado para el cartucho de percusión anular .22 Long Rifle. Es construido por German Sport Guns GmbH, un mayorista airsoft situado en Ense-Höingen, Alemania. Se estrenó en la feria IWA & Outdoor Classics en marzo de 2007 tras la legalización de las armas de tipo militar, anteriormente prohibidas en Alemania.
Este fusil externamente se asemeja al subfusil Heckler & Koch MP5 y algunas de las piezas son intercambiables, pero no con las del MP5 original, sino con las de las versiones de airsoft (al basarse el GSG-5 en los modelos de airsoft producidos anteriormente por la empresa). Las culatas, guardamanos, pasadores y mecanismos de puntería del modelo de H&K no son compatibles con el GSG-5 sin modificación de las mismas, o del arma. German Sport Guns produce su propia línea de accesorios, inclusive culatas retráctiles y guardamanos con rieles Picatinny. Muchos accesorios de los MP5 de airsoft también pueden emplearse en el GSG-5, aunque no los de todas las marcas. Los cargadores extraíbles rectos para el GSG-5 están disponibles con capacidad de 2, 10, 15 y 22 cartuchos, también existe un tambor de 110 cartuchos.
El GSG-5 utiliza el alza de tambor tipo H & K, cuya elevación puede ajustarse. German Sport Guns ofrece un accesorio con riel Weaver que se desliza sobre la parte superior del cajón de mecanismos, permitiendo agregar otros sistemas de puntería.

## Demanda
En 2009, Heckler & Koch inició una demanda en contra de German Sport Guns y American Tactical Imports, Inc. por "infracciones comerciales". El caso fue resuelto el 16 de octubre de 2009, resultando que GSG dejó de fabricar las armas y ATI, Inc., dejó de importarlas. Se permitió la venta de los lotes que ya estaban en los Estados Unidos hasta el 31 de enero de 2010, momento en el que todas las ventas cesaron. Se continuó ofreciendo servicio a todos los fusiles vendidos con anterioridad. (Heckler & Koch ha instituido una serie de demandas en contra de cualquiera que copie alguna de las armas que desarrollaron a partir del CETME, que a su vez es un derivado del fusil de asalto StG 45 desarrollado por el Heer en la Segunda Guerra Mundial).[cita requerida]

## Silenciador falso reclasificado
En enero de 2010, en los Estados Unidos, el Buró de Alcohol, Tabaco, Armas de Fuego y Explosivos dictaminó que la funda de cañón previamente aprobada incluida con el GSG-5 SD para parecerse a un silenciador, es un verdadero silenciador, a pesar de ser físicamente incapaz de funcionar como tal, y por lo tanto está regulado por el Acta Nacional sobre Armas de Fuego. ATI, Inc. instituyó el retiro del elemento.

## Variantes
El GSG-5 se produce en varias versiones diferentes:
- GSG-5 A Versión con cañón de 230 mm, también es conocido como GSG-5 Standard
- GSG-5 L Equipado con un cañón de 414 mm, diseñado para cumplir con los requisitos legales para la longitud del cañón mínimo y la longitud total en varios países. El cañón ya no está cubierto con un silenciador falso, también es conocido como GSG-5 Carbine
- GSG-5 SD Similar a la versión L,pero con silenciador falso, cañón más corto y empuñadura delantera más grande.
- GSG-5 Light Weight Similar a la versión L en cuanto a medidas pero con peso reducido y la empuñadura delantera de la versión SD, además incluye el silenciador falso.
- GSG-5 Pistol Versión pistola con tapa en lugar de culata y la empuñadura delantera de las versiones A y L.
- GSG-5 PK Versión más pequeña del GSG-5.

## Características
Todas las versiones tienen un cañón con 6 estrías y pueden usar cargadores extraíbles rectos de 2, 10, 15 y  22 cartuchos, o un tambor de 110.
| Versión      | Longitud total | Longitud de cañón | Ancho | Peso   | Sensibilidad del gatillo |
| ------------ | -------------- | ----------------- | ----- | ------ | ------------------------ |
| A            | 714 mm         | 230 mm            | 66 mm | 3008 g | 25 N                     |
| L            | 855 mm         | 414 mm            | 67 mm | 3160 g | 25 N                     |
| SD           | 855 mm         | 230 mm            | 69 mm | 3280 g | 25 N                     |
| Light Weight | 855 mm         | 230 mm            | 53 mm | 2340 g | 25 N                     |
| P            | 474 mm         | 230 mm            | 53 mm | 2775 g | 25 N                     |
| PK           | 388 mm         | 119 mm            | 60 mm | 2400 g | 25 N                     |